# Janne Korpi
Janne-Juhani Korpi (Vihti, 5 de febrero de 1986) es un deportista finlandés que compitió en snowboard, especialista en las pruebas de slopestyle y big air.
Ganó dos medallas de bronce en el Campeonato Mundial de Snowboard, en los años 2007 y 2013.

## Medallero internacional
| Campeonato Mundial | Campeonato Mundial              | Campeonato Mundial | Campeonato Mundial |
| Año                | Lugar                           | Medalla            | Competición        |
| ------------------ | ------------------------------- | ------------------ | ------------------ |
| 2007               | Arosa (Suiza)                   | Medalla de bronce  | Big air            |
| 2013               | Stoneham-et-Tewkesbury (Canadá) | Medalla de bronce  | Slopestyle         |